# آپر استراسبورگ (پنسیلوانیا)
آپر استراسبورگ (به انگلیسی: Upper Strasburg) یک منطقهٔ مسکونی در ایالات متحده آمریکا است که در پنسیلوانیا واقع شده‌است. آپر استراسبورگ ۲۲۱٫۹ متر بالاتر از سطح دریا قرار دارد.